# Hans Stockhausen (Mediziner)

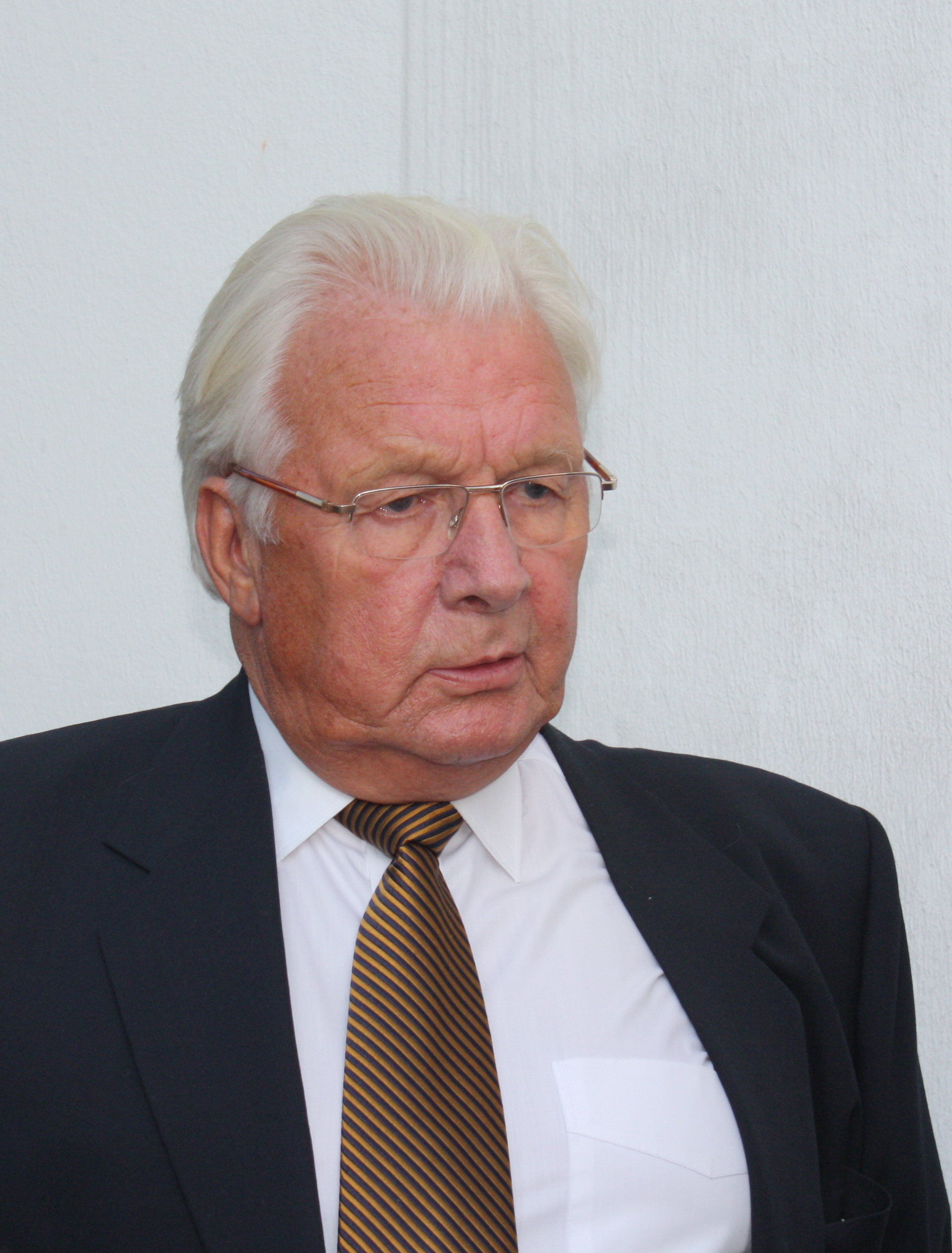
Hans Stockhausen (2009)

Hans Stockhausen (* 7. Juli 1932 in Fröndenberg; † 30. April 2021 in Wuppertal) war ein deutscher Gynäkologe und Geburtshelfer. Die erste wissenschaftlich Arbeit über Herztondiagnostik per Doppler stammt von Hans Stockhausen in Zusammenarbeit mit Wever; er zählte zu den Pionieren des medizinischen Ultraschalls.

## Leben
Als Sohn eines Postmeisters wuchs Stockhausen im sauerländischen Fröndenberg auf und machte 1952 im benachbarten Menden am Walram Gymnasium das Abitur. Sein Medizinstudium absolvierte er an der Westfälischen Wilhelms-Universität Münster, der Albert-Ludwigs-Universität Freiburg, der Universität Wien und der Freien Universität Berlin. Dort machte Stockhausen 1959 sein Staatsexamen und promovierte ein Jahr später mit dem Thema Der Altersfaktor bei tödlichen Strassenverkehrsunfällen. Im Anschluss ging Stockhausen 1960 für vier Jahre in die USA. Als Fellow der Ventnor Foundation arbeitete er zunächst in Passaic New Jersey, später am Kapiolani Maternity Hospital auf Hawaii – heute bekannt als Geburtsklinik des US-amerikanischen Präsidenten Barack Obama. 1965 holte Karl Julius Anselmino (1900–1978), zu seiner Zeit einer der führenden Frauenärzte Europas, Stockhausen an die Rheinische Landesfrauenklinik und Hebammenlehranstalt in Wuppertal (heute zum Klinikverbund St. Antonius und St. Josef gehörend). Als junger Facharzt brachte Stockhausen ungewöhnlich viel Erfahrung mit aus seinem USA-Aufenthalt – über 6.000 Geburten und eine zusätzliche Hebammenausbildung – und wurde so bereits nach kurzer Zeit zum Oberarzt und Stellvertreter des damaligen Chefarztes der LFK Wuppertal ernannt.
Mehr als 25.000 Babys brachte Stockhausen in seiner über 40-jährigen Tätigkeit als Geburtshelfer zur Welt. Darunter die EU-Politikerin Silvana Koch-Mehrin und weitere Kinder von Prominenten der Region NRW, wie zum Beispiel die drei Kinder des ehemaligen Bundespräsidenten Johannes Rau, damals Ministerpräsident des Landes Nordrhein-Westfalen und seiner Frau Christina Rau, die Tochter der Schauspielerin Mechthild Großmann, bekannt aus Pina Bauschs Tanztheater und seit 2002 als Staatsanwältin des Tatort Münster sowie die fünf Enkel von Hubert Tigges, Begründer des Pauschaltourismus in Deutschland.
Ende der 1990er Jahre trat Stockhausen aus gesundheitlichen Gründen beruflich kürzer. Seine aktive Zeit endete aber erst im Jahre 2011.

## Leistungen
Stockhausen war maßgeblich an der Einführung verschiedener Anästhesiemethoden beteiligt, darunter die Paracervicalblockade (PCB) gegen den Wehenschmerz und der Pudendus Anästhesie gegen den Austrittsschmerz.
In den 1960er Jahren kämpfte Stockhausen für die Einführung der Rhesus-Prophylaxe bei möglicher Rhesus-Inkompatibilität, bei der Rh-negative Mütter vorbeugend während der Schwangerschaft und nach der Geburt des Kindes eine Gabe von Rhesusfaktor-Antikörpern erhalten.
Im Jahre 1967 war Stockhausen an der Einführung des Doppler in Deutschland beteiligt, zur Beobachtung der kindlichen Herztöne. Die weiterentwickelte Dopplersonographie, umgangssprachlich auch Ultraschall genannt, ist ein bis heute gängiges Verfahren in der Pränataldiagnostik und bezeichnet die Untersuchungen an ungeborenen Kindern (vgl. auch Früherkennung von Krankheiten).
Neben seiner medizinischen Tätigkeiten setzte sich Stockhausen auch für die Verbesserung der beruflichen Situation von angestellten und beamteten Ärzten ein. Beim Marburger Bund erstritt er ihre volle Liquidationsberechtigung.

## Weitere berufliche Aktivitäten und Ämter
- Ausbilder an der Hebammenlehranstalt, Wuppertal
- Mitglied des Klinikausschusses, Wuppertal
- Vorsitzender der Ärztekammer Nordrhein, Kreisstelle Wuppertal
- Medizinischer Gutachter in Deutschland und USA

## Wissenschaftliche Arbeiten
- Herztondiagnostik per Doppler, 1967.[4]
- Über die Anwendung des paracervicalen Blocks zur Geburtserleichterung. Geburtshilfe und Frauenheilkunde 27: 266, 1967
- Tokographische Vergleichsuntersuchungen bei Anwendung verschiedener tokolytischer Substanzen, 1971.[5]
- Mediolaterale Episiotomie oder mediane Episiotomie? Geburtshilfe und Frauenheilkunde 38: 34–37, 1978
- Injuries to the soft tissue passageway, Problems of the Pelvic Passageway, D. Langnickel (Ed.), Springer Verlag, Berlin/New York 1987, ISBN 3-540-18289-6 / ISBN 0-387-18289-6
- Psychologische und medikamentöse Geburtserleichterung, Schmerzlinderung unter der Geburt, Hebammenlehrbuch, Gerhard Martius, 5. Auflage, 548 ff, Georg Thieme Verlag Stuttgart, 1990, ISBN 3-13-307905-0